# Пас Сольдан-и-Урета, Педро
Педро Сильверио Пас Сольдан-и-Урета (исп. Pedro Paz Soldán y Ureta; 20 июня 1809, Арекипа, Вице-королевство Рио-де-ла-Плата — июнь 1876, Лима) — перуанский политический и государственный деятель, дважды Премьер-министр Перу (3 июня 1867—9 октября 1867 и 12 октября 1867—8 января 1868), министр финансов и торговли Перу (3 июня 1867 — 8 января 1868), юрист, доктор юридических наук.

## Биография
Сын министра-казначея Королевских фондов Арекипы. Учился в первой высшей семинарии Сан-Херонимо в Арекипа, затем изучал право в Университете Сан-Агустин.
Брат Хосе Грегорио Пас Сольдана, премьер-министра Перу (1862—1863), учёного Матео Пас Сольдана и государственного деятеля Мариано Фелипе Пас Сольдана.
С 1837 года был женат на Франциске, дочери Иполито Унануэ, учёного, врача, политика и государственного деятеля. В их семье родились 5 сыновей и 3 дочери.